# Metagonia cuate
Metagonia cuate là một loài nhện trong họ Pholcidae. Loài này được phát hiện ở México.